# سنکپ (فیلم ۱۹۴۲)

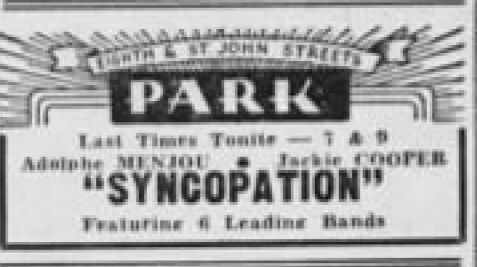
تبلیغات پارک تئاتر برای فیلم آمریکایی Syncopation (1942) - 6 نوامبر ۱۹۴۲ تماس صبح، آلن تاون پی.

سنکپ (انگلیسی: Syncopation) یک فیلم به کارگردانی ویلیام دیترله است که در سال ۱۹۴۲ منتشر شد.